# Aster (motorfiets)

Een Aster uit 1904

Aster is een historisch Frans merk van auto's en motorfietsen.
De bedrijfsnaam was: Ateliers de Construction Mècanique L’Aster, St. Denis, Seine.
Aster werd in 1898 opgericht en men ging behalve tricycles ook meteen inbouwmotoren voor andere merken produceren. Al snel werden er ook complete motorfietsen geproduceerd en enige tijd later ook automobielen. De inbouwmotoren verwierven een goede naam en werden zelfs in de Verenigde Staten gebruikt, o.a. door Marsh Bros, Orient en Tribune. Waarschijnlijk eindigde de productie in of rond 1910.